# Девід Коренсвет
Девід Пакард Коренсвет (нар. 8 липня 1993) — американський актор. Після закінчення Джульярдської школи у 2016 році почав зніматися в телевізійних серіалах, зокрема «Картковий будинок» у 2018 році. Потім з'явився в серіалах Netflix «Політик» (2019—2020) і «Голлівуд» (2020), обидва створені Раяном Мерфі. Найбільше відомий завдяки головній ролі у фільмі Джеймса Ґанна «Супермен» (2025).

## Молодість й освіта
Коренсвет виріс у Філадельфії, штат Пенсільванія. Його батько, Джон Коренсвет, походить із відомої єврейської родини з Нового Орлеану. Він багато років працював актором у Нью-Йорку, перш ніж обрав професію адвоката. Його мати — юристка, який спеціалізується на вирішенні спорів некомерційних організацій. Його сестра закінчила юридичний факультет Пенсільванського університету.
Дідусь Коренсвета по материнській лінії — Едвард Паккард, творець концепції книги «Вибери власну пригоду» та автор понад 50 книжок серії. Його бабуся по материнській лінії була відомою квакерською активісткою.
У 2016 році Коренсвет закінчив Школу Шиплі та здобув ступінь бакалавра образотворчого мистецтва з драми в Джульярдській школі в Нью-Йорку. Він подав заявку та був зарахований до Джульярдської школи, коли навчався на першому курсі Пенсільванського університету.

## Кар'єра
Як дитина-актор Коренсвет з'являвся в численних професійних театральних постановках, включно з виставами «Всі мої сини» Артура Міллера театральної компанії Arden у 2002 році, «Макбет» на Шекспірівському фестивалі у Філадельфії у 2003 році, «Життя у блакитному» (2003) від театральної компанії Walnut Street та «Вибачний врожай» 2004 року виробництва People's Light and Theatre Company.
Коренсвет написав сценарій та зіграв у фільмі «Погоня» (2011) режисера Грега Курхана. У співавторстві він написав сценарій, продюсував і виконав роль у двосезонному комедійному вебсеріалі «Мо та Джеррівезер» (2014—2016).
У 2016 році режисер Роб Райнер залучив Коренсвета до головної ролі у своєму запланованому телесеріалі, дія якого відбувається в Єльському коледжі у 1969 році. Коренсвет отримав роль студента. USA Network замовила пілотний епізод, який зняли у 2017 році, але відмовилася купувати серіал.
Першою кінороботою Коренсвета після закінчення Джульярдської школи стала роль Майкла Лоусона у політичному трилері «Справи державні» (2018). Він знімався разом з Торою Берч, Мімі Роджерс й Адріаном Греньє. «Лос-Анджелес Таймс» описав фільм як «гарно зіграний».
Коренсвет з'явився в кількох серіалах як запрошена зірка, зокрема в «Картковому будинку», «Елементарно» та «Інстинкт».
З 2019 року актор знімається в серіалі «Політика». Він отримав роль Рівера Барклі, коханця та шкільного політичного суперника Пейтона Гобарта (Бен Платт). Журнал «Веніті феа» описав Рівера як «заможного, спортивного, відмінника».
Коренсвет виконав роль Джека Кастелло у мінісеріалі «Голлівуд» (2020) про кінобізнес Лос-Анджелеса після Другої світової війни, виробництва Netflix. Коренсвет також став виконавчим продюсером серіалу. Він знімався разом із Патті Люпон, Діланом Макдермоттом, Дарреном Кріссом і Голландом Тейлором. Журнал «Men's Health» оцінив роботу Коренсвета як «прорив». «IndieWire» назвав «ще одним зірковим поворотом від Девіда Коренсвета».
У «Ми володіємо цим містом», серіалі HBO 2022 року від сценаристів і виконавчих продюсерів телепроєкту «Дроти» Девіда Саймона та Джорджа Пелеканоса, Коренсвет отримав одну з головних ролей досвідченого поліцейського слідчого Девіда Мак-Дугалла, чия робота допомагає розкрити багаторічну корупцію у цільовій групі з відстежування зброї відділку поліції Балтімора. Серіал заснований на реальних подіях 2016 року.
Коренсвет знявся в ролі Джейка у фільмі «Дивись в обидва боки», оригінальній романтичній комедійній драмі Netflix, яка вийшла 17 серпня 2022 року. Над стрічкою працювали режисер Ванурі Кахіу та сценарист Ейпріл Проссер, а також знімалися Лілі Рейнгарт, Люк Вілсон, Андреа Севідж, Денні Рамірез й Айша Ді.

## Фільмографія

### Фільми
| Рік  |    | Українська назва     | Оригінальна назва | Роль                  |
| ---- | -- | -------------------- | ----------------- | --------------------- |
| 2011 | кф | Слідом за Чейзом     | Following Chase   | Тед                   |
| 2013 | кф | Майкл і Клайд        | Michael and Clyde | Клайд                 |
| 2018 | ф  | Справи державні      | Affairs of State  | Майкл Лоусон          |
| 2019 | ф  | Ніч, осяяна сонцем   | The Sunlit Night  | Скотт Гленн           |
| 2021 | ф  | Проект "Зарплата"    | Project Pay Day   | рятувальник           |
| 2022 | ф  | Дивись в обидва боки | Look Both Ways    | Джейк                 |
| 2022 | ф  | Перл                 | Pearl             | Говард                |
| 2024 | ф  | Найбільші хіти       | The Greatest Hits | Макс                  |
| 2024 | ф  | Смерчі               | Twisters          | Скотт                 |
| 2025 | ф  | Супермен             | Superman          | Кларк Кент / Супермен |

### Телебачення
| Рік       |   | Українська назва        | Оригінальна назва  | Роль                                 |
| --------- | - | ----------------------- | ------------------ | ------------------------------------ |
| 2014—2018 | с | Мо та Джеррівезер       | Moe & Jerryweather | Джеррівезер (17 епізодів)            |
| 2015      | с | Один невдалий вибір     | One Bad Choice     | Реджі Шоу (Епізод: "Reggie Shaw")    |
| 2017      | с | Елементарно             | Elementary         | Г'юстон Спайві (Епізод: "High Heat") |
| 2018      | с | Картковий будинок       | House of Cards     | Рід (Епізод: "Chapter 72")           |
| 2018      | с | Інстинкт                | Instinct           | Спенсер Беймур (Епізод: "Live")      |
| 2019—2020 | с | Політик                 | Spencer Baymoore   | Рів Барклі (11 епізодів)             |
| 2020      | с | Голлівуд                | Hollywood          | Джек Кастелло (7 епізодів)           |
| 2022      | с | Ми володіємо цим містом | We Own This City   | Девід Мак-Дугалл (6 епізодів)        |
| 2024      | с | Леді в озері            | Lady in the Lake   | Аллан Дарст (4 епізоди)              |